# Bangué
Bangué es un tipo de carruaje con tracción a sangre arrastrado por dos caballos, que se asemeja a una litera (no tiene ruedas), que se utilizó en el Brasil durante la época colonial y hasta entrado el siglo XIX. El bangué se componía de un asiento con capacidad de 2 a 4 personas con un parasol de cuero, el asiento se encontraba sujeto a dos travesaños que eran tirados por los animales. 
Fue especialmente utilizado por los hacendados en los estados de Río de Janeiro, São Paulo, Minas Gerais y Mato Grosso. 